# Britt-Marie Eklund
Denna artikel handlar om författaren, för skådespelaren se Britt Ekland.
Britt-Marie Eklund, född Ekman 1927 i Arnberg, Norsjö, död 2011 i Ljusnäs, Norsjö, var en svensk författare. Hon debuterade med diktsamlingen Lek med skärvor 1955 och har jämförts med såväl Edith Södergran som Karin Boye.

## Biografi
Britt-Marie Ekman föddes i Arnberg utanför Norsjö, där hon växte upp tillsammans med tre syskon. Som ung arbetade hon som kontorist på ett försäkringsbolag i Norsjö. Hon gifte sig med Karl Eklund 1950, och flyttade till Ljusnäs utanför Norsjö, där de två barnen föddes.
Hon var med i Broderskapsrörelsen och inledde 1967 deras kongress i Skellefteå.  När jordbruket inte längre bar sig flyttade Britt-Marie med sin make söderut. Här arbetade hon som biblioteksassistent, bland annat i Märsta under tjugo år, även på bokbuss och med kommunens taltidning. Dessvärre inskränkte familjelivet hennes skrivande. Som hon själv skriver i essän Poesin från sidan 1959:
Vi kontorsflickor, gymnasister, fördrömda handelsbiträden och hemmafruar? Alla vi som inte har råd att betrakta vårt skrivande som ett arbete. Alla vi som dras med dåligt samvete både för att vi skriver och för att vi inte skriver. För att middagsdisken står över, för att ungen vantrivs när mamma skriver, för att golvet är dammigt, krukväxterna sloknar och strumpkorgen dignar över.
Efter pensionen flyttade sedan Britt-Marie och hennes man tillbaka till Ljusnäs.

## Författarskap
Den sköra debutboken, diktsamlingen Lek med skärvor (1955) är hennes enda bok, även om hon författade ett tiotal dagssviter för ett antal tidskrifter. 
Hennes eget skrivande kom igång när hon i mitten på 1950-talet gick på Medlefors folkhögskola. Till invigningen av folkhögskolans nya lokaler 1957 medverkade hon med en uppskattad prolog. 1957 senare tog författaren Lennart Frick in henne i redaktionen för den Lyckselebaserade tidskriften Ultima (tillsammans med honom själv, Lars Englund, Tore Frängsmyr, Sten Hanson och Sigvard Karlsson). Vid de första  författarsammankomsterna i Norrland var hon den enda skrivande kvinnan.  Erik Jonsson skriver i nyutgåvan av debutboken att Britt-Marie Eklund var en av dem som drog upp linjerna för Norrländska författarsällskapet. Tidigare nämnde Frick äger en kopia av en färdigskriven uppföljare till Lek med skärvor som legat klar för tryck i snart 50 år, och som Britt-Marie Eklund inte ville publicera.
Hon valde att efter debuten framträda och publicera enstaka texter och dikter. År 1972 fanns hon med i en antologi från Västerbotten med bland andra Torgny Lindgren och P-O Enquist. Hennes antagligen sista dikt hittar man i  Svensk Handikapptidskrift, där hon 1972 publicerar ett hemvändarpoem med den sorgliga titeln Byarna och döden. 1981 publicerades ett vänporträtt av psalmisten och poeten Eva Norberg-Hagberg.